# Bogra Sadar
Bogra Sadar, en bengali : বগুড়া, est une upazila du Bangladesh dans le district de Bogra ayant en 2011 une population de 555 014 habitants.